# Charmion
Laverie Vallée, nacida Cooper, (Sacramento, 18 de julio de 1875 – Santa Ana, 6 de febrero de 1949), más conocida por su nombre artístico, Charmion, fue una trapecista y forzuda de vodevil estadounidense. Una de sus actuaciones de trapecio fue filmada en 1901 por Thomas Edison.

## Trayectoria
Según un artículo del Journal of Sport History, su debut fue el 25 de diciembre de 1897 en el teatro de vodevil Koster & Bial de Nueva York. Otras fuentes parecen indicar que comenzó a actuar siendo adolescente, y posiblemente antes de 1896, el crítico George Jean Nathan vio su actuación de niño.
El número de Charmion consistía en una rutina que comenzaba con su entrada al escenario vestida con un atuendo victoriano, subía al trapecio y, mientras este oscilaba, se desnudaba hasta quedarse solo con un leotardo de acrobacia y mostrando su musculatura, considerado como poco convencional y una novedad para el momento, siendo catalogado como inmoral y depravado. Algunas fuentes indican que esta rutina era parte de su repertorio al menos desde el 1 de mayo de 1898.
   

Fue una de las primeras artistas de vodevil en utilizar su imagen de mujer forzuda como fuente de ingresos, apareció en cajetillas de cigarrillos, pines y tarjetas postales. Además, para aumentar su reconocimiento se le promocionaba como una artista francesa. 
Ejecutó una versión de su entonces atrevido estriptis para un cortometraje de Edison, Trapeze Disrobing Act, el 11 de noviembre de 1901. En la película aparecen dos hombres como público, aplaudiendo a Charmion y atrapando su ropa. Esto se consideró necesario como señal para que los hombres del público real disfrutaran de la actuación y no reaccionaran con desagrado, como exigía la etiqueta social de entonces. Se le reconoció como la "madre del estriptis moderno".
En 1912 se casó con el artista de fuerza William Vallée. Años después su espectáculo empezó a decaer, se retiró del circuito del vodevil y se mudó a Nueva York.
Su trabajo artístico contribuyó a la creación de nuevos estándares de salud y belleza femenina que combinaban aptitud física, fuerza y un movimiento más libre del cuerpo, y sentó un precedente para cuestionar y desafiar las nociones tradicionales de la época victoriana relacionadas con la sexualidad y el cuerpo de la mujer.
Regresó a Santa Ana, California en 1930, donde murió en 1949, a los 73 años.

## Reconocimientos
En 2008 se realizó en Nueva York, Heyday: El circo americano de Frederick Glasier, 1890-1925, una exposición fotográfica dedicada a los artistas de circo de ese período, en la que se muestra una imagen de Charmion.